# NBA中心
NBA中心，位于天津市武清区泉水道与泉京路交口西南侧，是全球首座NBA主题的多功能建筑，建筑面积11454平方米，2013年11月9日奠基，2018年4月30日开业。中心内有NBA标准的室内篮球场、篮球游乐区与NBA官方商店。

## 开放时间
- 周一-周五：10:00 - 20:00
- 周六、周日及法定节假日：10:00 - 21:00